# Violència anticristiana en l'Índia

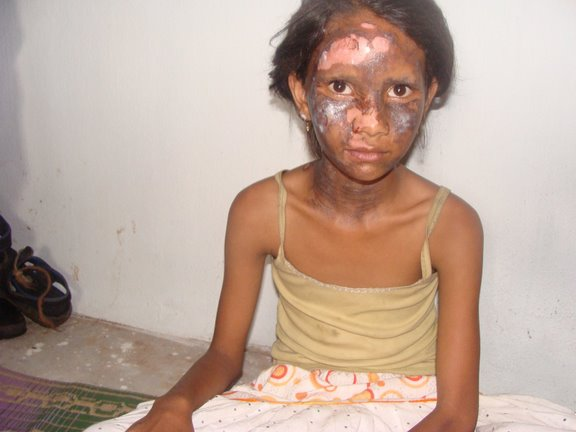
Una nena cristiana que va ser cremada durant la violència religiosa en Orissa (agost de 2008).

La violència anticristiana en l'Índia és la violència de motivació religiosa contra els cristians en Índia, normalment perpetrada per nacionalistes hindús. El nombre d'incidents de violència anticristiana es multiplicà des que el Bharatiya Janata, partit nacionalista hindú, iniciés la seva activitat el 1998.
Els actes de violència inclouen l'incendi provocat d'esglésies, la conversió forçosa de cristians a l'hinduisme i les amenaces de violència física, distribució de literatura amenaçadora, la crema de Bíblies, la violació de monges, l'assassinat de sacerdots cristians i la destrucció d'escoles, universitats i cementiris cristians.